# الفوركومبانية

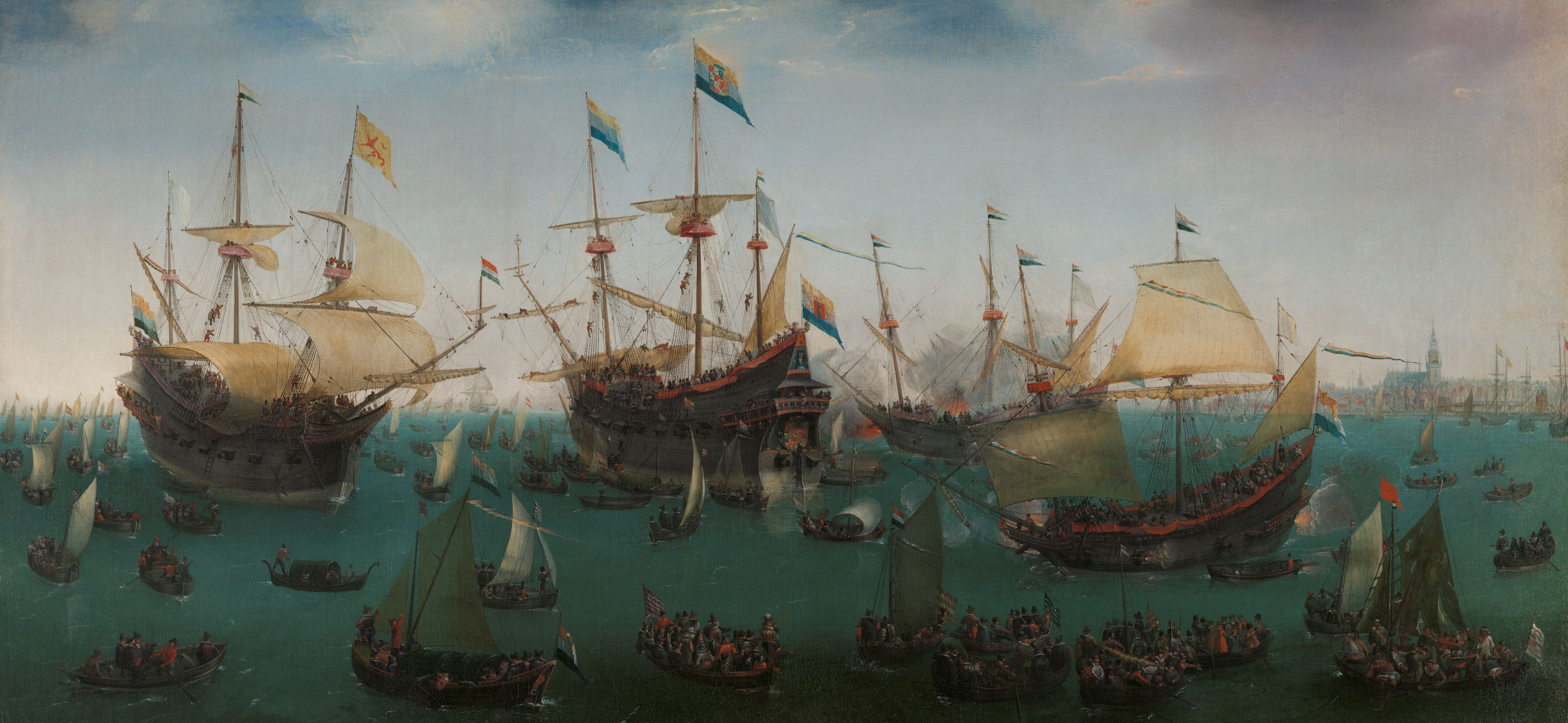
عودة رحلة جيكوب فان نيك الثانية إلى آسيا في 1599، بواسطة (كورنليس فروم) (حوالي -1661)

كانت الفوركومبانية (الشركات المبكرة) مصطلحًا يُطلق على الشركات التجارية التي تأسست في جمهورية المقاطعات السبع المتحدة الهولندية، والتي مارست التجارة في آسيا بين عامي 1594 و1602، قبل أن يتم دمجها لتشكيل شركة الهند الشرقية الهولندية (VOC). نشأت هذه الشركات بتمويل من تجار الشمال الهولندي والمهاجرين الأثرياء من الجنوب الهولندي، الذين فروا من الحكم الإسباني حاملين معهم رؤوس الأموال والخبرات التجارية.
واجهت الشركات المتقدمة منافسة شرسة فيما بينها، حيث أدى تضارب المصالح وارتفاع أسعار السلع في أسواق المشرق وانخفاضها في الموانئ الأوروبية إلى خسائر متزايدة. ومع اشتداد حدة التنافس، تدخلت الحكومة الهولندية، وأصدرت مرسومًا رسميًا يجبر الشركات الصغيرة على التوحد تحت كيان واحد، بهدف تحقيق استقرار اقتصادي وتقوية النفوذ الهولندي في التجارة البحرية.
في عام 1602، تم دمج الشركات المتقدمة تحت اسم شركة الهند الشرقية الهولندية، التي مُنحت حقًا حصريًا للتجارة مع آسيا لمدة 21 عامًا. شكّل هذا الاندماج تحولًا كبيرًا في تاريخ التجارة العالمية، حيث أصبحت الشركة الجديدة القوة التجارية المهيمنة، تعتمد على الأساطيل البحرية الضخمة، العقود التجارية، والاحتكار الاقتصادي بدلًا من الحروب المباشرة.
مع تأسيسها، لم تعد أمستردام مجرد مركز تجاري محلي، بل تحولت إلى عاصمة تجارية عالمية تتحكم في تدفقات التجارة الدولية. من خلال العقود التجارية والاتفاقيات الاحتكارية، فرضت الشركة سيطرتها على سلاسل التوريد من الهند، الصين، جزر التوابل، والمحيط الهندي، مما جعلها من أقوى الكيانات الاقتصادية في القرن السابع عشر.

## التاريخ
في السنوات السبع التي سبقت تأسيس **شركة الهند الشرقية الهولندية (VOC)**، تكوّنت اثنتا عشرة شركة تجارية متقدمة، سعت كل منها إلى اقتحام الأسواق الشرقية، والسطو على ثروات المشرق، وسط صراعٍ محموم بين كبار تجار هولندا. هذه الشركات، التي كانت تمخر عباب المحيطات بحثًا عن الذهب والتوابل، لم تكن سوى ذئاب متصارعة، ينهش بعضها بعضًا في سباقٍ محموم للهيمنة الاقتصادية.
| - شركة فان فير - شركة Nieuwe أو Tweede (الشركة الجديدة أو الثانية) - الشركة القديمة - شركة برابانت (نيويو برابانت) | - شركة أمستردام المتحدة - شركة ماغيلهن (فرناندو ماجلان) - شركة روتردام - شركة فان دي موخيرون (دي موخيرن) | - دلفتسي فينوتشاب - شركة فييرس - شركة ميدلبورغ - *لشركة المتحدة لزييلندا (Verenigde Zeeuwse Compagnie) |

كانت هذه الشركات تتناحر فيما بينها، كما وصفها المؤرخ ياب تير هار قائلًا: "كانوا يقتلعون العملات من جيوب بعضهم، والأحذية من أرجل بعضهم".
خلال الفترة الممتدة بين عامي 1594 و1601، انطلقت خمس عشرة رحلة بحرية هولندية إلى المشرق، متجاوزة العقبات، ومخترقة الخطوط البرتغالية والإسبانية، باستثناء ثلاث رحلاتٍ تعثّرت عند رأس الشمال (النرويج).

## الهيمنة والتوحيد
مع اشتداد التنافس وارتفاع الخسائر، أدركت حكومة المقاطعات السبع المتحدة أن التشرذم لن يجلب إلا الضياع، وأن استمرار الفوضى سيؤدي إلى هلاك الشركات قبل أن تحقق غاياتها. وبناءً عليه، صدر القرار الحاسم بدمج هذه الشركات المتفرقة في كيان تجاري موحّد يحمل اسم شركة الهند الشرقية الهولندية، التي مُنحت احتكارًا مطلقًا للتجارة مع آسيا لمدة 21 عامًا.

## الاستشهادات

## الروابط الخارجية
- التقويم البحري 1598
- التقويم البحري 1599
- التقويم البحري 1600
- التقويم البحري 1601